# 7850 Buenos Aires
7850 Buenos Aires è un asteroide della fascia principale. Scoperto nel 1996, presenta un'orbita caratterizzata da un semiasse maggiore pari a 2,4171461 UA e da un'eccentricità di 0,1081002, inclinata di 7,24761° rispetto all'eclittica.
L'asteroide è dedicato all'omonima città argentina.